# الخاندرو گاگلیاردی
الخاندرو گاگلیاردی (انگلیسی: Alejandro Gagliardi؛ زادهٔ ۶ اوت ۱۹۸۹) بازیکن فوتبال اهل آرژانتین است.
از باشگاه‌هایی که در آن بازی کرده‌است می‌توان به باشگاه فوتبال روساریو سنترال اشاره کرد.